# ジェフ・クリッジ
ジェフ・クリッジ（Geoffrey Cridge、1995年2月6日 - ）は、ニュージーランド出身のラグビーユニオン選手。

## 経歴
ニュージーランドのクライストチャーチに生まれ、クライストチャーチ・ボーイズ・ハイスクール時代には、カンタベリーU15、U16、U18の各チームに出場した。
高校卒業後、州代表リーグNPCのホークス・ベイの育成チームとU20チームに所属。
2014年、スーパーラグビーのハリケーンズにも加入。州代表ホークス・ベイではシニアチームに昇格し、ITMカップに出場した。
U20ニュージーランド代表として、2014と2015年に、ワールドラグビーU20チャンピオンシップに出場。
2016年3月25日、南アフリカ共和国のサザン・キングスとの対戦で、ハリケーンズとしてスーパーラグビーに初出場した。
2016年から、ホークス・ベイの先発レギュラーとなり、10試合すべてに出場し2トライを記録した。
2022年1月21日、スーパーラグビー・パシフィック2022シーズンに向けて、ワラターズへの加入を発表。2月18日、フィジアン・ドゥルアとの対戦に出場した。
2022年6月22日、フランスのラグビー・プロD2のアヴィロン・バイヨネに加入。10月1日のCAブリーヴ戦でフランス選手権トップ14デビューを果たし、12月11日にはEPCRチャレンジカップのスカーレッツ戦にも出場した。
2023年、ホークス・ベイに戻る。
2025年2月2日、ジャパンラグビーリーグワンのNECグリーンロケッツ東葛への加入を発表、その日から控えで出場した。10試合に出場し、同年5月に退団。